# Synagoge (Hussjatyn)

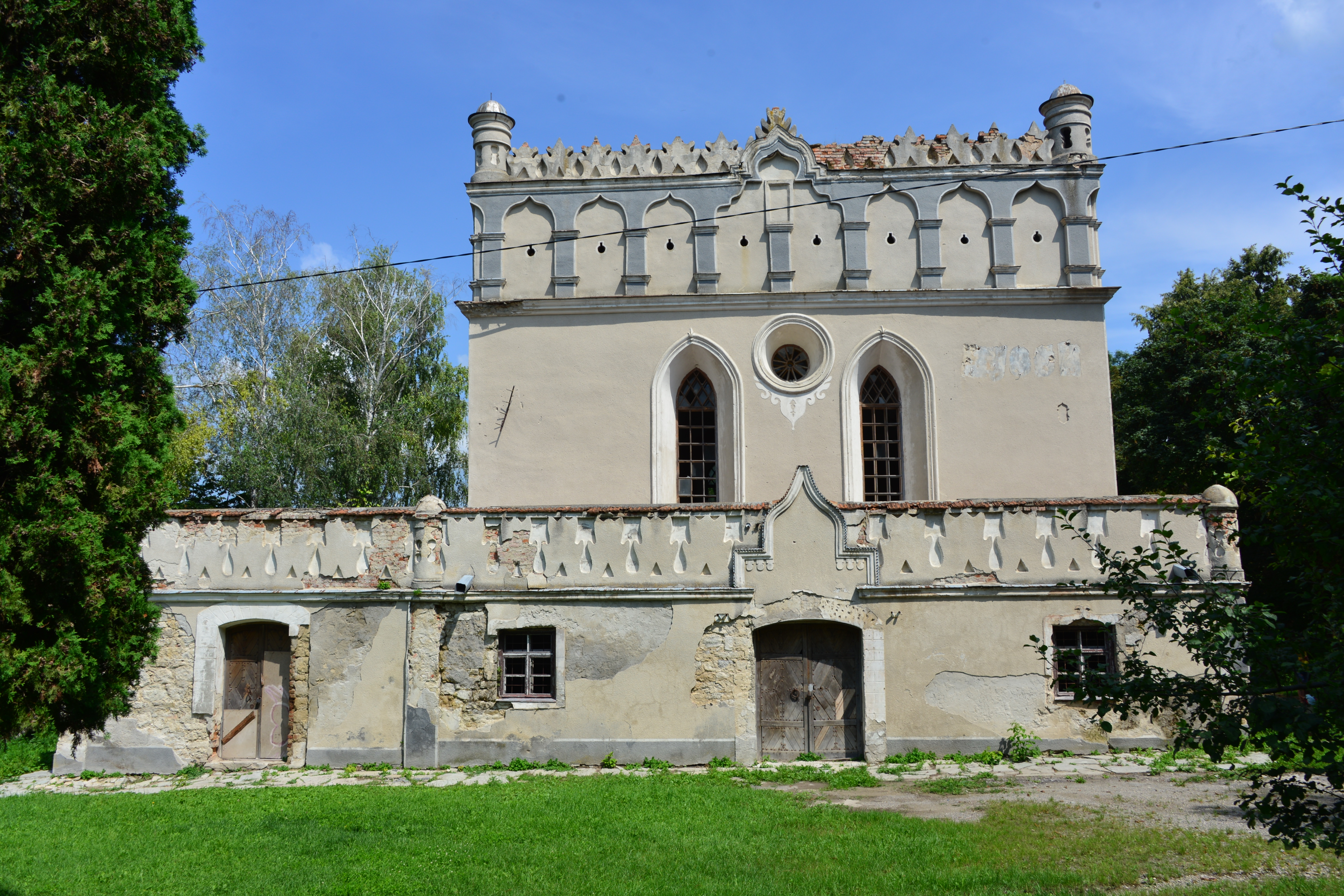
Synagoge in Hussjatyn

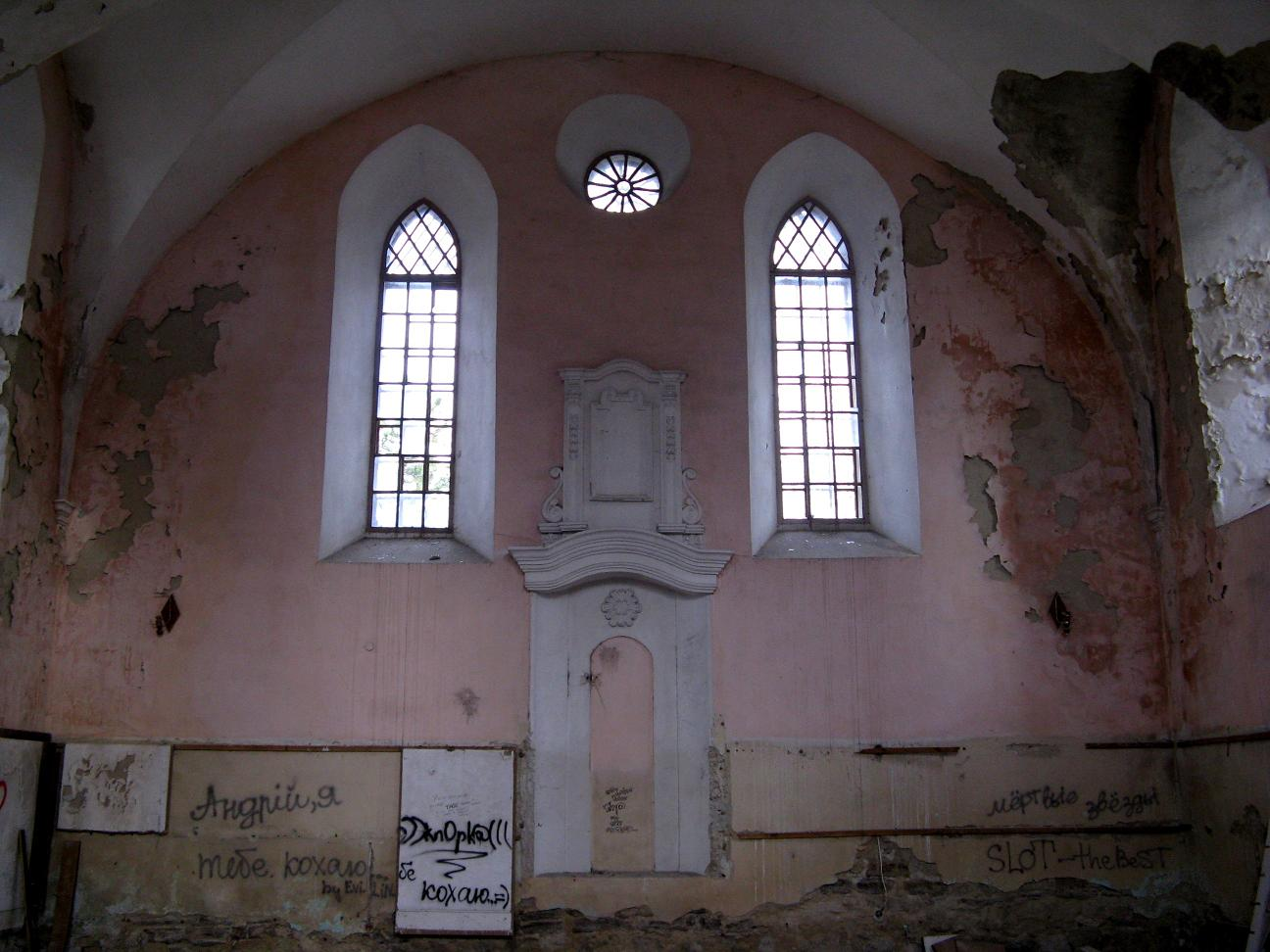
Innenansicht

Die Synagoge in Hussjatyn, einer ukrainischen Stadt in der Oblast Ternopil, wurde im 17. Jahrhundert errichtet. Die Synagoge ist ein geschütztes Kulturdenkmal.
Die Synagoge im Stil der Renaissance besaß einen wehrhaften Charakter und sollte bei kriegerischen Bedrohungen Zuflucht bieten. Nach einem Brand im Jahr 1742 wurde die Synagoge wiedererrichtet, wobei sie dadurch ihren wehrhaften Charakter verlor.
Während des Zweiten Weltkriegs wurde die Synagoge schwer beschädigt. In den 1960er Jahren wurde das Gebäude renoviert und ein Museum eingerichtet. In den 1990er Jahren wurde es geschlossen und das heute leerstehende Gebäude verfällt nun mehr und mehr.